# Carlota Pérez

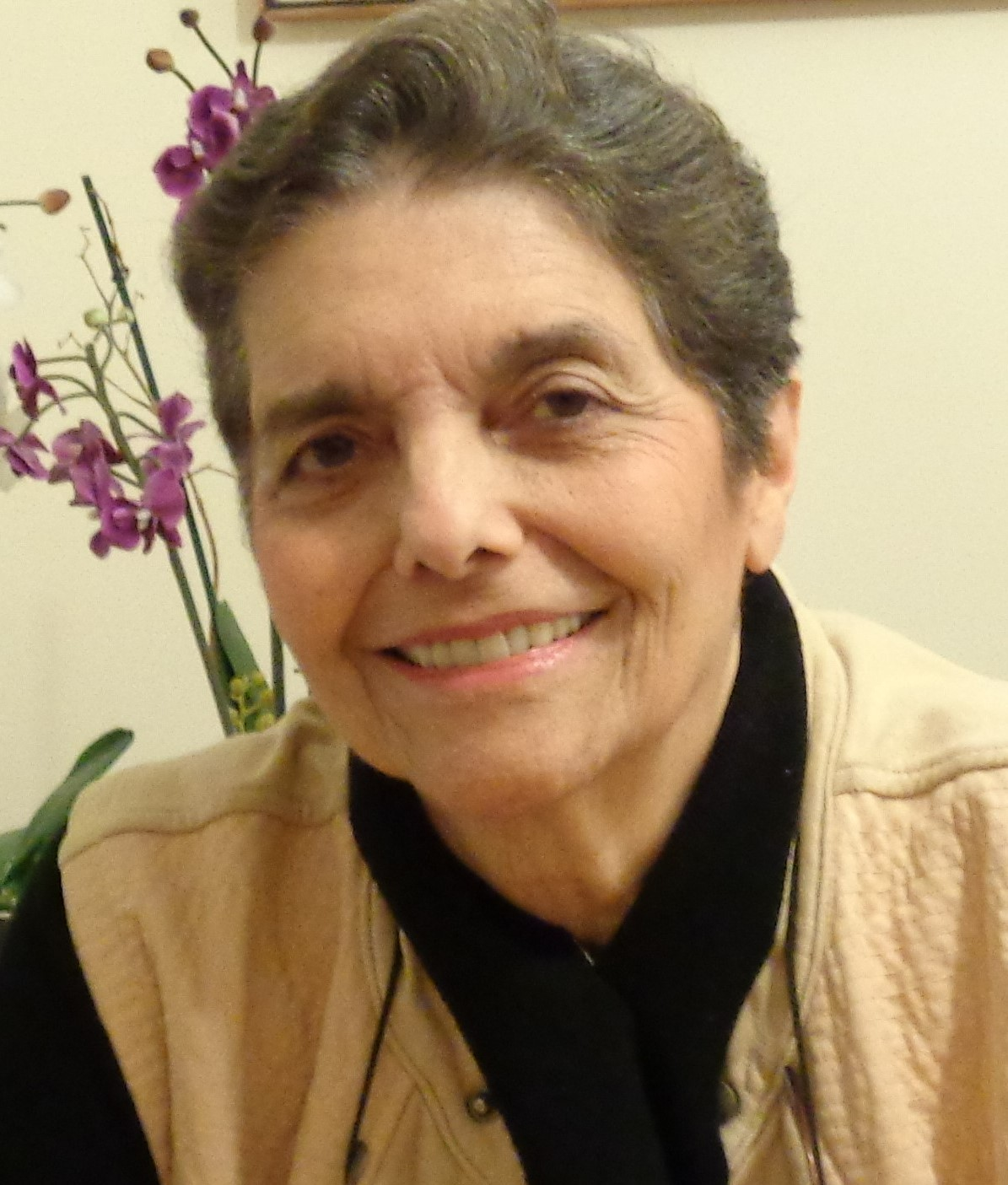
Carlota Pérez, 2015

Carlota Pérez (* 20. September 1939 in Caracas) ist eine venezolanische Wissenschaftlerin und Expertin mit den Schwerpunkten Technologie und sozioökonomische Entwicklung; sie ist am bekanntesten für ihr Konzept der techno-ökonomischen Paradigmenwechsel und ihre Theorie der great surges, einer Weiterentwicklung der Kondratjew-Zyklen.

## Lebenslauf
Pérez, die in ihrer Geburtsstadt Caracas als Consultant lebt, ist Honorary Research Fellow am SPRU-Zentrum der Universität Sussex und Adjunct Senior Research Fellow an der Universität der Vereinten Nationen, Institute of New Technologies, in Maastricht. Zurzeit ist sie Visiting Senior Research Fellow am Cambridge Endowment for Research in Finance (CERF), Judge Institute of Management, Universität Cambridge. Seit Herbst 2006 ist sie Professorin für Technologie und Sozio-ökonomische Entwicklung an der Technischen Universität Tallinn in Estland.
Pérez hat in Venezuela verschiedene Positionen im öffentlichen Dienst innegehabt, u. a. als Leiterin der Abteilung für Industriepolitik im Wirtschaftsministerium (1980–1983), und war nachher Consultant u. a. für INTEVEP, der Forschungsabteilung von PDVSA, der nationalen Ölgesellschaft. Als internationaler Consultant hat sie u. a. für OECD, UNCTAD, UNESCO, UNIDO, UNDP und die Weltbank gearbeitet, sowie für die Regierungen, Entwicklungsbanken usw. der Länder Chile, Peru, Ecuador, Uruguay, Argentinien, Kolumbien, Dominikanische Republik, Brasilien, Kanada, Norwegen und Estland. Einige Elemente der Lissabon-Strategie der EU basieren auf ihrer Arbeit. In Deutschland ist sie Mitglied des Scientific Board der AutoUni der Volkswagen AG in Wolfsburg. 2021 erhielt sie von der Universität Utrecht den Ehrendoktortitel.

## Theorie
Carlota Pérez ist Neo-Schumpeterianerin und eine Schülerin von Christopher Freeman, mit dem sie seit ihrem ersten Forschungsaufenthalt 1983 am SPRU-Zentrum der Universität Sussex eng zusammenarbeitete und später seine dritte Ehefrau wurde. Ihre Artikel seit den frühen 1980er Jahren haben zum gegenwärtigen Verständnis der Beziehung von Basisinnovationen, technischem und institutionellem Wandel und wirtschaftlicher Entwicklung beigetragen. Ihr 2002 erschienenes Buch Technological Revolutions and Financial Capital: The Dynamics of Bubbles and Golden Ages gilt als moderner Klassiker des Genres.